# Era Fóton
Na cosmologia física, a Era Fóton foi o período na evolução do Universo primitivo em que os fótons dominaram a energia do Universo. A época do fóton começou depois que a maioria dos léptons e anti-léptons foram aniquilados no final da Era Lépton, cerca de 10 segundos após o Big Bang. Os núcleos atômicos foram criados no processo de nucleossíntese que ocorreu durante os primeiros minutos da Era Fóton. No restante da época do fóton, o Universo continha um plasma denso e quente de núcleos, elétrons e fótons. 379.000 anos após o Big Bang a temperatura do universo caiu ao ponto onde os núcleos poderiam se combinar com elétrons para criar átomos neutros. Como resultado, os fótons já não interagiam com frequência com a matéria, o universo tornou-se transparente e a radiação cósmica de fundo foi criada e, em seguida, a formação estrutural ocorreu.